# Chesterfield (Misuri)
Chesterfield es una ciudad ubicada en el condado de San Luis en el estado estadounidense de Misuri. En el Censo de 2010 tenía una población de 47484 habitantes y una densidad poblacional de 547,01 personas por km².

## Geografía
Chesterfield se encuentra ubicada en las coordenadas 38°39′28″N 90°34′51″O / 38.65778, -90.58083. Según la Oficina del Censo de los Estados Unidos, Chesterfield tiene una superficie total de 86.81 km², de la cual 82.3 km² corresponden a tierra firme y (5.19%) 4.51 km² es agua.

## Demografía
Según el censo de 2010, había 47484 personas residiendo en Chesterfield. La densidad de población era de 547,01 hab./km². De los 47484 habitantes, Chesterfield estaba compuesto por el 86.51% blancos, el 2.65% eran afroamericanos, el 0.16% eran amerindios, el 8.62% eran asiáticos, el 0.03% eran isleños del Pacífico, el 0.69% eran de otras razas y el 1.35% pertenecían a dos o más razas. Del total de la población el 2.79% eran hispanos o latinos de cualquier raza.